# O-tesnilo
O-tesnilo (angleško O-ring) je mehansko tesnilo v obliki svitka. Obroč iz elastomera s krožnim presekom je oblikovan tako da se prilega utoru in se med sestavo dveh ali več delov stisne, ter na ta način na mejni ploskvi tesni.
Stik je lahko statičen, v nekaterih konstrukcijah pa se lahko deli in O-tesnilo med seboj gibljejo, kot na primer vrteče osi črpalk in hidravlični valji. Stiki z gibanjem po navadi zahtevajo mazanje O-tesnil da se zmanjša obraba. To se običajno doseže z zatesnjeno tekočino.
O-tesnila so ena najpogostejših vrst tesnil pri konstrukciji strojev ker so poceni, preprosta za izdelavo in montažo ter zanesljiva. Tudi kvarijo se postopoma. Lahko tesnijo tlake do več deset megapaskalov.